# Primula capitellata
Primula capitellata är en viveväxtart som beskrevs av Pierre Edmond Boissier. Primula capitellata ingår i släktet vivor, och familjen viveväxter. Inga underarter finns listade i Catalogue of Life.